# Svamp (redskap)

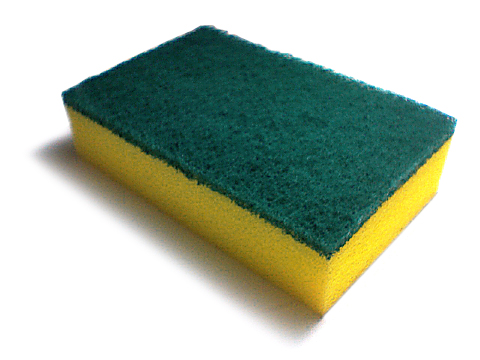
Svamp för rengöring i hushållet.

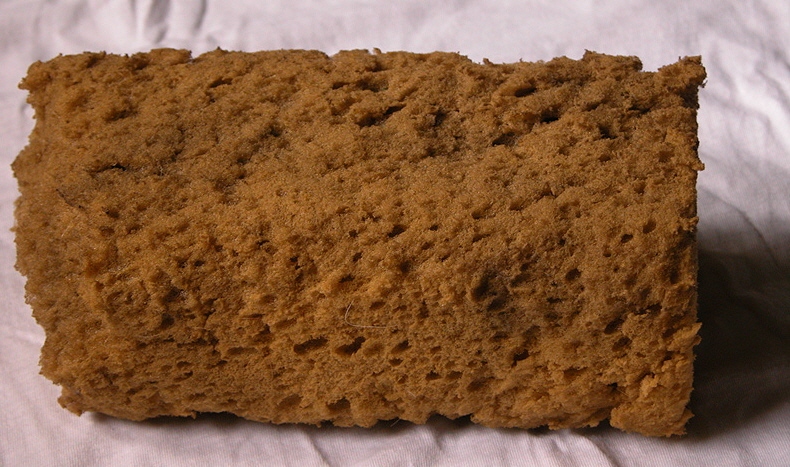
Svamp för biltvätt

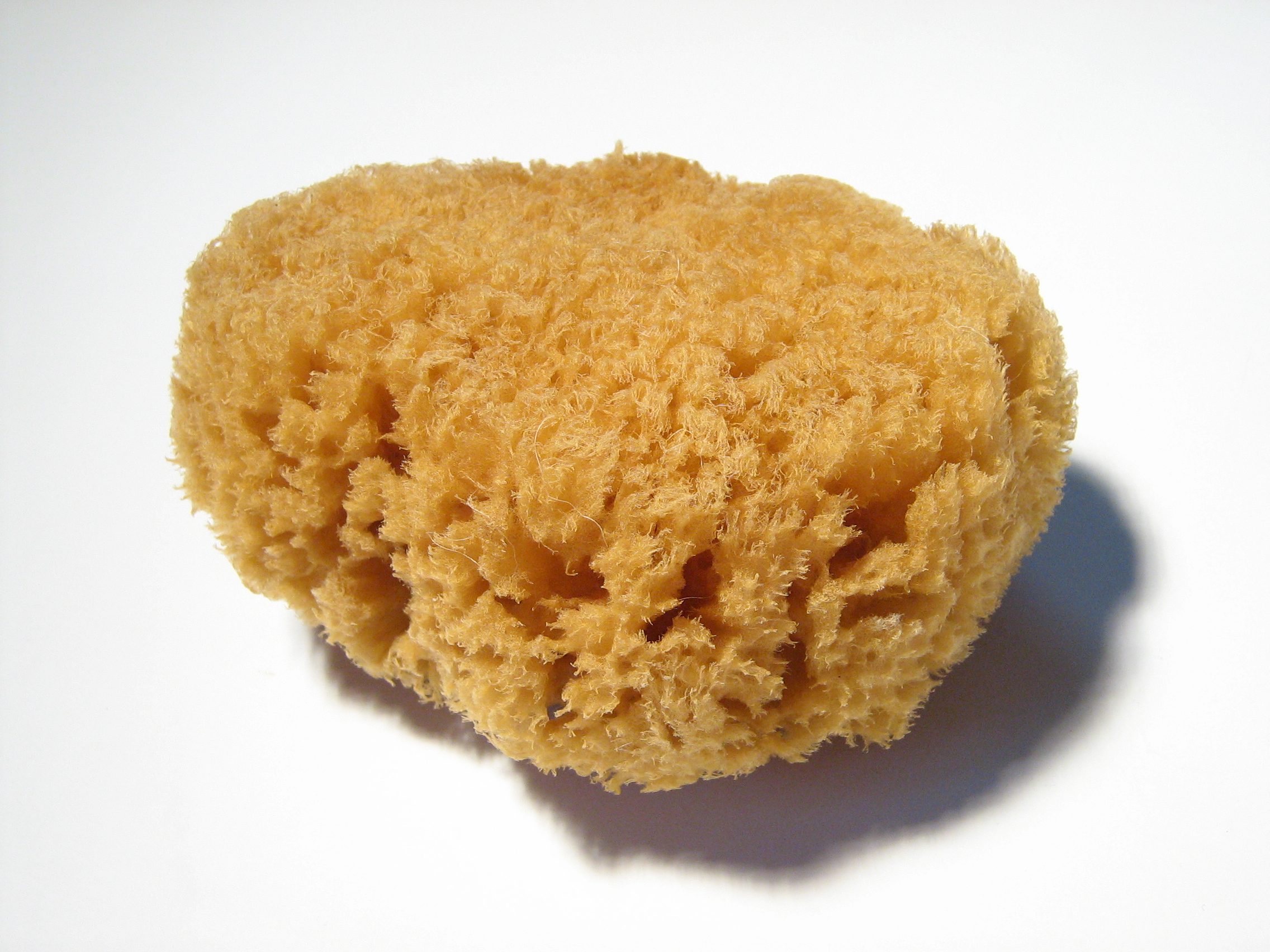
Äkta tvättsvamp.

En svamp är ett rengöringsredskap som kan suga upp och hålla vätska.
Ursprungligen tillverkades svampar av djurarten tvättsvampars porösa skelett. Numera är syntetiska svampar de vanligaste, även om äkta tvättsvamp fortfarande förekommer, framförallt för att skrubba kroppen med under bad.
Tvättsvampar används för personlig hygien och biltvätt, medan hushållssvampar/kökssvampar/allrengöringssvampar brukar användas för badkar, diskning och annan rengöring i hushållet.
Det tillverkas många olika typer av syntetiska svampar. Svampar för hushållsbruk brukar vara försedda med en grövre skrubbyta på ena långsidan. När skrubbytan är grön innehåller den vanligen slipmedel. Skrubbyta med slipmedel används vid grovrengöring. Dock inte till rengöring av belagda kärl, eftersom detta kan skada beläggningen.
Alternativ och komplement till rengöringssvamp är disktrasa, diskborste och stålull.
En svamp som kallas h-spon uppfanns 1974. Den är så effektiv att den kan suga åt sig fukt upp till 1 300 gånger sin egen vikt.